# Aérodrome de Berck-sur-Mer
L’aérodrome de Berck-sur-Mer (code OACI : LFAM) est un aérodrome ouvert à la circulation aérienne publique (CAP), situé à 1 km au nord-est de Berck dans le Pas-de-Calais (région Hauts-de-France, France).
Conçu pour accueillir les petits appareils à hélices (avions privés aussi bien qu'avions-taxis), il est principalement utilisé pour la pratique d’activités de loisirs et de tourisme (aviation légère, montgolfière et aéromodélisme).

## Installations
L’aérodrome dispose d’une piste en herbe orientée est-ouest (06/24), longue de 900 mètres et large de 50.
L’aérodrome n’est pas contrôlé. Les communications s’effectuent en auto-information sur la fréquence de 123,500 MHz.
S’y ajoutent :
- des aires de stationnement ;
- des hangars ;
- une station d’avitaillement en carburant (100LL)[2].

## Activités
- Aéro-club de Berck-sur-Mer
- Aéro ULM Berck